# 天神社 (上里町五明)
天神社（てんじんじゃ）は、埼玉県児玉郡上里町五明の神流川沿いにある神社。祭神は稚産霊神、豊宇気毘売神の2柱。武蔵国賀美郡の延喜式内「今城青八坂稲実神社」の論社で、旧社格は村社。旧五明村の鎮守。

## 由緒
創祀年代は不詳。
社名の起源は、稲作信仰によるもので、渡来系氏族が高度な稲作技術を導入し、稲霊を祀ったことと伝えられている。なお、渡来系氏族とは、5世紀末から6世紀初めにかけて朝鮮半島の百済から渡来してきた今来漢人（いまきかんじん）のことで、当初の居住地「大和国今来郡」から移住してきたため、社名「今城」（いまき）の起源とされている。

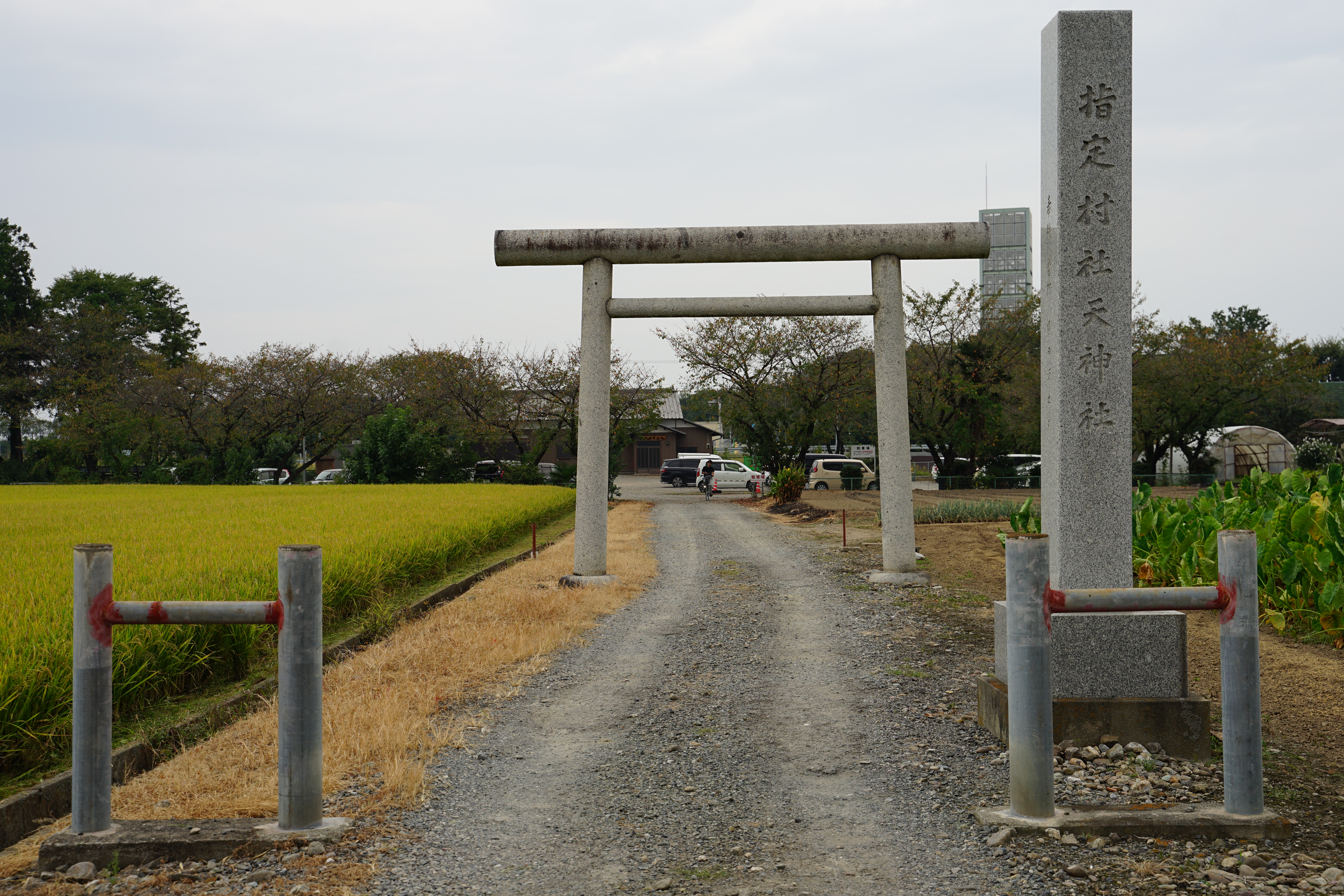
一の鳥居
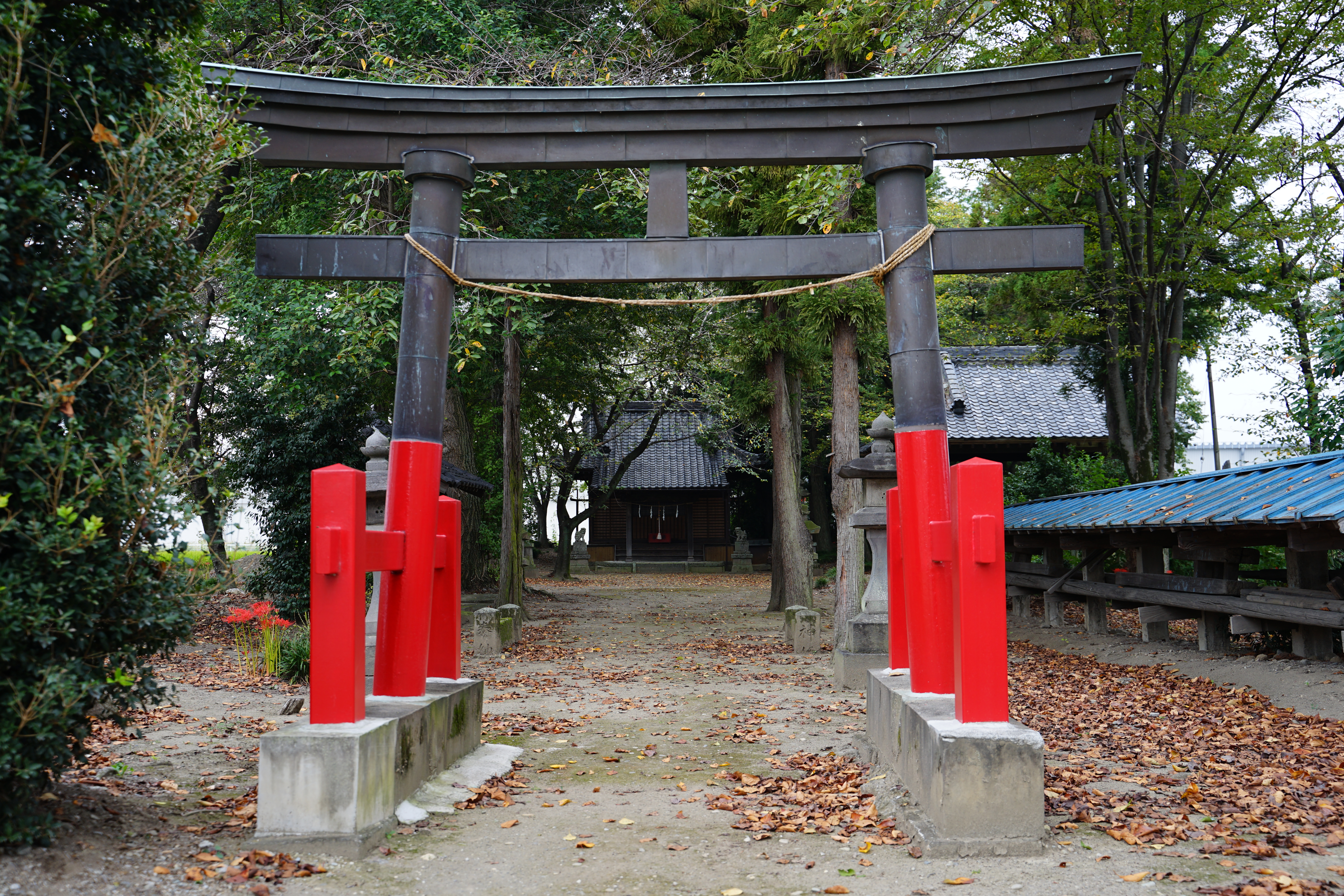
二の鳥居

1722年に、現在の社殿が再建された。
1832年に、上野国新田郡の岩松満次郎が中黒紋の幕と高張提灯を今城青八坂稲実大明神に寄贈した。

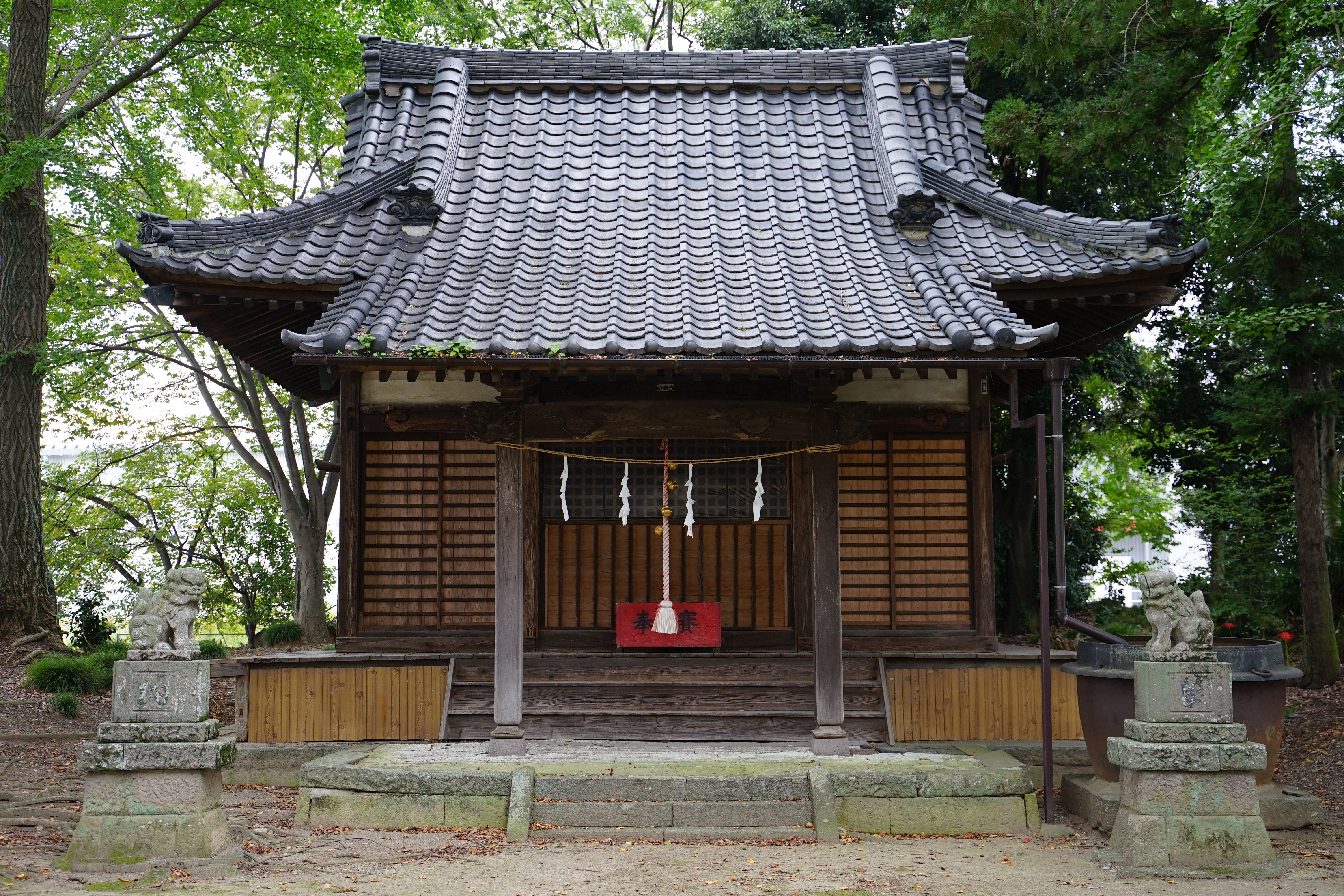
社殿
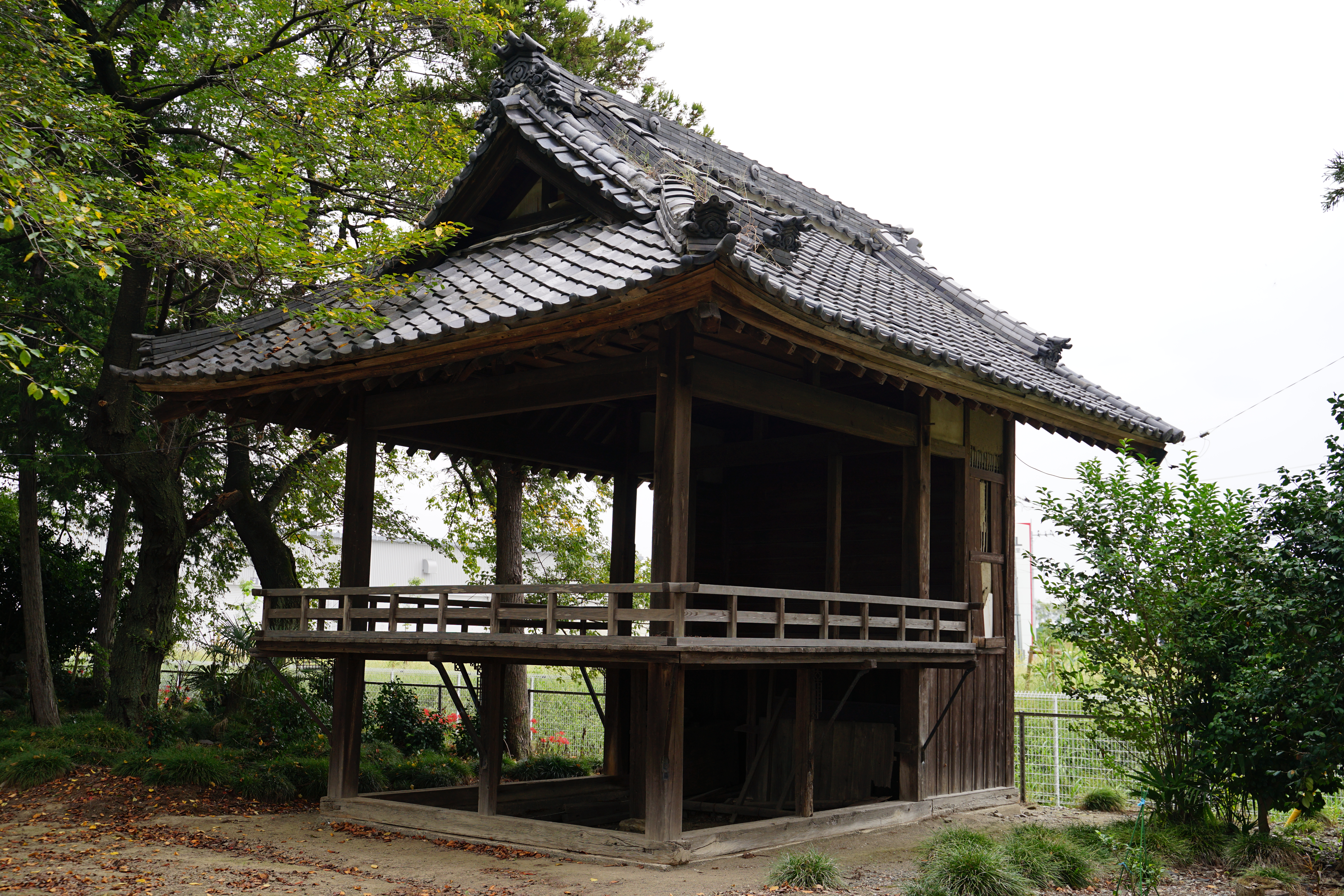
神楽殿

昭和42年に、境内から
「えむぎしきない」
「いまきあおやさかのかみ」
と刻まれた神代石の石棒が発見された。このことが根拠となり、式内社名の論社とされている。現在は、この石棒が御神体として祀られている。
社格
- 明治5年（1872年） - 村社[1]
- 大正8年（1919年）2月3日 - 神饌幣畠料供進社

## 祭神[1]
主祭神
- 稚産霊神（わくむすびのかみ）
- 豊宇気毘売神（とようけひめのかみ）

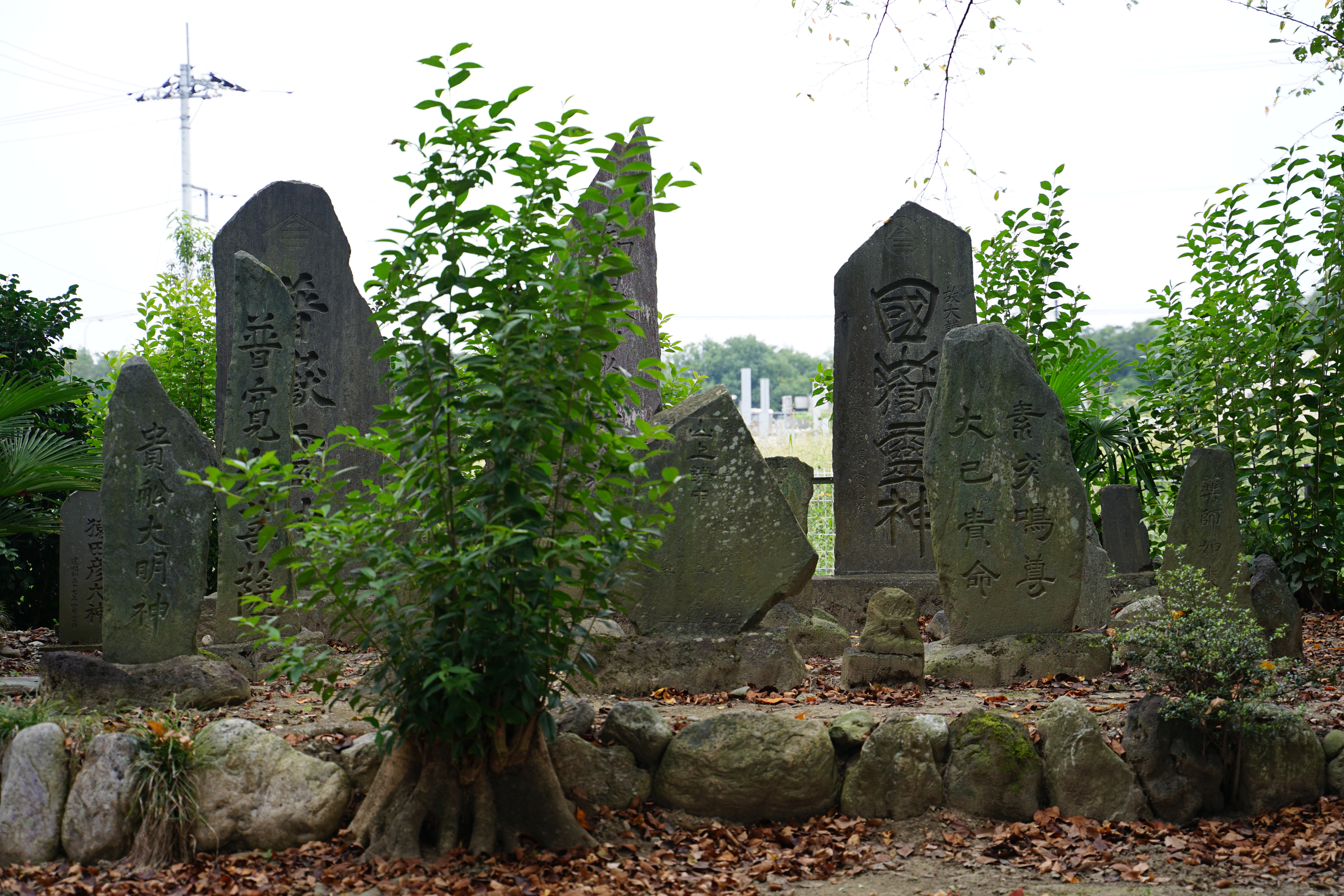
石碑

## 境内社

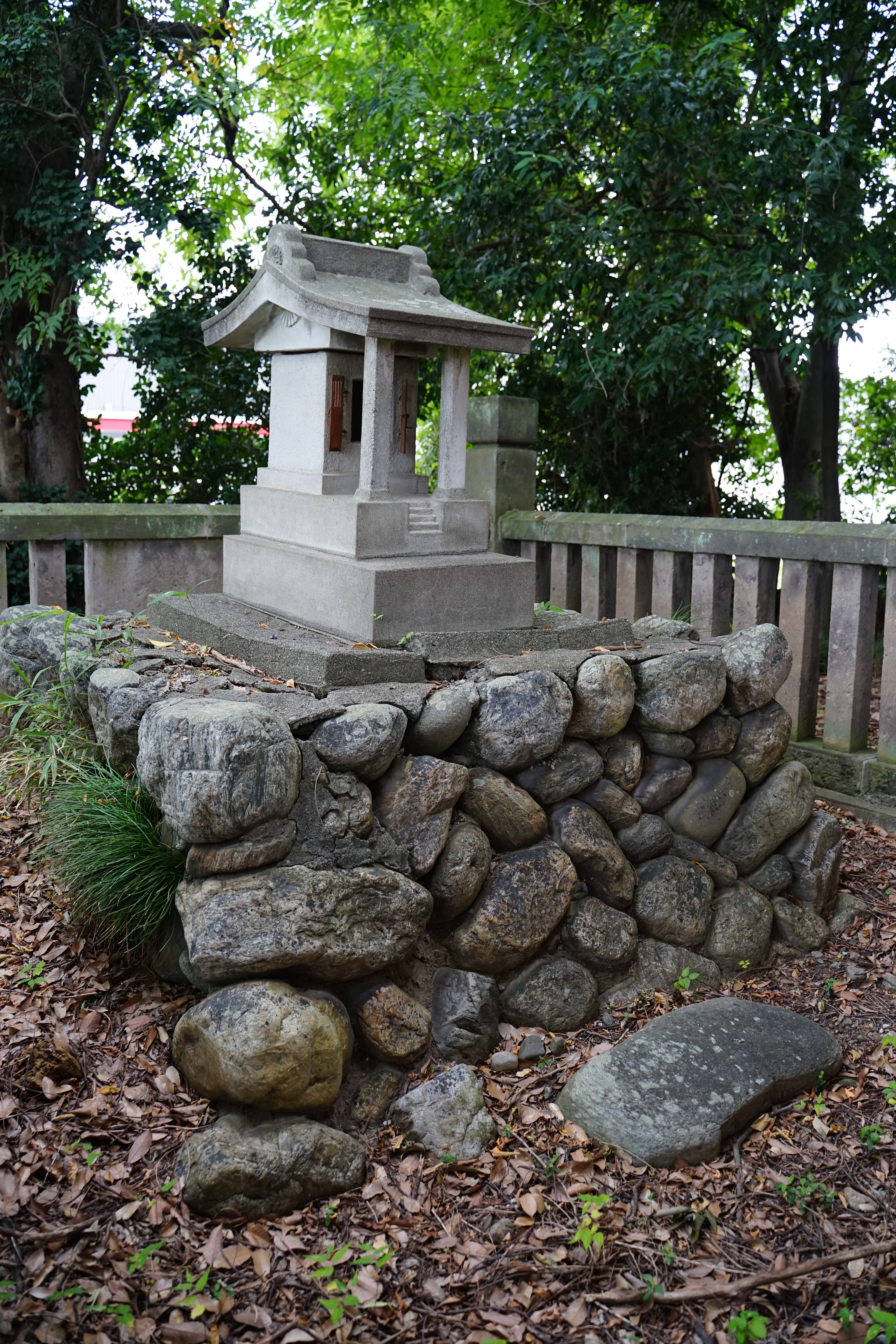
丹生社
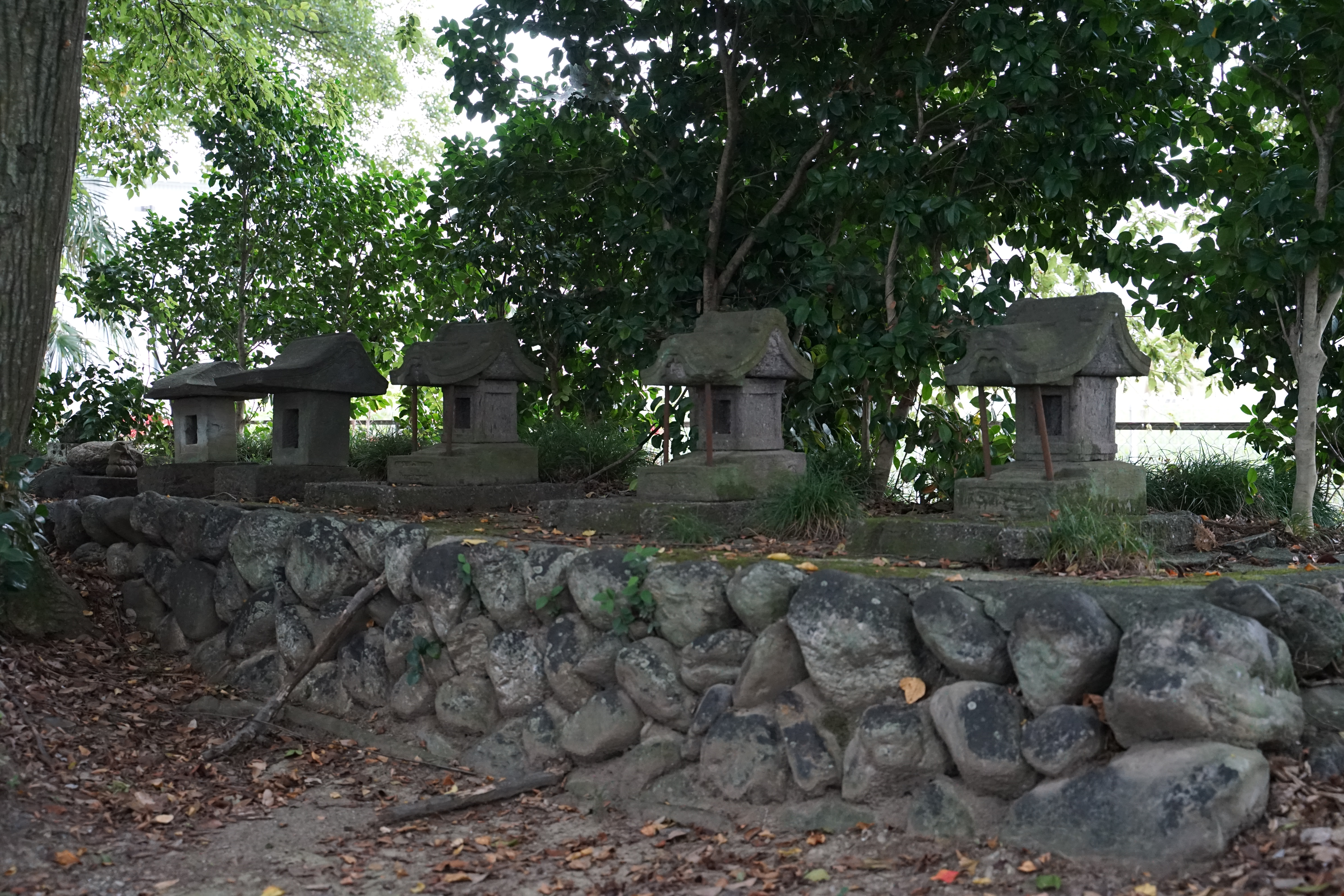
石祠

明治10年（1877年）に合祀。
- 若宮 白山社[2]

明治42年（1909年）に合祀。社殿裏に鎮座。
- 若宮 丹生社[2]  （祭神）月読命[3]

万寿元年（1024年）3月に、藤原知近が創建した。

拝殿の正面に向かって右側の石祠群
- 諏訪神社・稲荷神社・八坂神社・市杵島神社[2]

- 丹生社
- 石祠

## 行事[1]
- 元旦祭（1月1日）
- 春祭り（3月29日）
- 大祓式（7月31日）
- 秋祭り（11月19日）
- 新嘗祭（12月9日）

## 交通
- JR高崎線神保原駅より上里町バスこむぎっち号（中央ルート）「アグリパーク上里」行に乗車19分。終点「アグリパーク上里」下車徒歩15分。
- JR高崎線神保原駅より徒歩45分（3.3km）